# Concilio di Senlis (873)
Il Concilio di Senlis dell'873 fu un sinodo delle province ecclesiastiche di Sens e di Reims convocato dal re Carlo il Calvo.

## Fonti
L'esistenza di questo concilio è nota grazie agli Annales Bertiniani. Gli atti conciliari sono andati perduti. Restano tuttavia due documenti:
- la breve lettera che Carlo il Calvo scrisse a Ansegiso di Sens e a Ildegario di Meaux;
- un elenco di quattro documenti aventi a che fare con il concilio, ma di cui resta solo l'inizio del primo, l'atto d'accusa di Carlo il Calvo contro suo figlio Carlomanno.

Non esiste un elenco di vescovi che presero parte al concilio.

## Storia
Nell'873 il re Carlo il Calvo era preoccupato per i problemi provocati dal figlio Carlomanno, a cui aveva fatto abbracciare lo stato ecclesiastico e che era divenuto abate di Lobbes, ma che a più riprese si era ribellato contro il padre. Convocò a Senlis i vescovi delle province ecclesiastiche di Sens e di Reims, e presentò le sue rimostranze ad Ansegiso, arcivescovo di Sens, da cui Carlomanno dipendeva in quanto suo metropolita, e a Ildegario, vescovo di Meaux che l'aveva ordinato diacono. La sentenza del concilio fu di privare Carlomanno del diaconato e di ogni incarico ecclesiastico e di ridurlo allo stato laicale; i suoi sostenitori visto che Carlomanno non era più un chierico e nulla gli avrebbe impedito di succedere al trono, studiavano di liberarlo dal carcere alla prima occasione. Allora Carlo il Calvo portò la questione nello stesso anno al concilio di Senlis, e richiese di nuovo che Carlomanno fosse giudicato per crimini di cui i vescovi non erano ancora a conoscenza e questa volta Carlomanno fu condannato a morte. Si salvò dall'esecuzione per la mediazione dell'arcivescovo di Reims, Incmaro, che insistette perché gli fosse dato il tempo di fare penitenza. Per privarlo dei mezzi per realizzare i suoi disegni, fu però accecato..